# Walter de Milemete
Walter de Milemete var en engelsk lærd som skrev en afhandling om kongemagten for den unge prins Edvard, den senere Edvard 3. af England, kaldet De nobilitatibus, sapientiis, et prudentiis regum i 1326. Afhandlingen inkluderede illustrationer af krigsmaskiner og hvad der sandsynligvis er den første illustration af et krudtvåben: en pot-de-fer. En af margenernes illustration i Milemete-manuskriptet viser en soldat, der affyrer en stor vase-formet kanon med en pileformet projektil, der stikker ud af kanonen og peger mod en forsvarsværk. Under belejringen af Cividale i 1331 benyttede tyske riddere kanoner, som givetvis var af samme type som den Milemete har afbildet.